# Edith Geheeb

Edith und Paul Geheeb, 1909

Edith Johanna Geheeb geb. Cassirer, auch: Edith Geheeb-Cassirer (* 5. August 1885; † 29. April 1982) war eine deutsche Reformpädagogin und die zweite Ehefrau von Paul Geheeb, dem Gründer der Odenwaldschule und der École d’Humanité.

## Leben
Edith Cassirer stammte aus der deutsch-jüdischen Familie Cassirer. Ihre Eltern waren der Fabrikant Max Cassirer und dessen Ehefrau Hedwig Cassirer, geborene Freund. Max Cassirer finanzierte später den Ausbau der 1910 gegründeten Odenwaldschule in großzügigster Weise und kam bis zur Emigration der Geheebs in die Schweiz im Jahr 1934 immer wieder für die Defizite ihrer Schule auf. 
Edith Cassirers Beziehung zu Paul Geheeb wurde von der jüdischen Familie anfangs kritisch betrachtet, nach einigem Kampf jedoch akzeptiert. Die beiden mussten während der nationalsozialistischen Herrschaft mit einer anfangs kleinen Gruppe von Schülern in die Schweiz auswandern, die aber nach und nach größer wurde. Zunächst fanden sie in Versoix am Genfersee eine provisorische Bleibe, dann zogen sie nach Schwarzsee (Lac Noir) im Kanton Fribourg um. Wie die Geheebs selbst waren viele der Lehrer und die Jugendlichen, die in der Schule lebten, Flüchtlinge. Mit den Kindern waren die Geheebs weiterhin auf der Suche nach einem geeigneten Ort für ihre Schule. In vielen Gemeinden wurden sie abgelehnt. Kurz bevor die Schweizer Polizei ihnen die Kinder abnehmen wollte, fand Edith Geheeb einen geeigneten Ort in Goldern am Hasliberg, wo sie die École d’Humanité gründeten. Dort durften sie nach einigem Hin und Her bleiben.
Am 7. Oktober 1941 veröffentlichte der Deutsche Reichsanzeiger Ausbürgerungsentscheide des Reichsministerium des Innern in Form der Ausbürgerungsliste 257 des Deutschen Reichs, durch welche Edith Geheeb und ihr Ehemann rechtswirksam vom Deutschen Reich ausgebürgert wurden.
Edith Geheeb war eine wichtige Stütze für die Schule und auch für Paul Geheeb. Sie war die realistische, rationale Person der Leitung, die das Fortbestehen der Schule ermöglichte, während ihr Mann zum Träumer neigte und von leicht unstetem Charakter war. Bis zu ihrem Tod nahm sie aktiv an der Führung der École d’Humanité teil.